# (58098) Quirrenbach
(58098) Quirrenbach es un asteroide perteneciente al cinturón interior de asteroides, región del sistema solar que se encuentra entre las órbitas de Marte y Júpiter.
Fue descubierto el 9 de octubre de 1977 por Freimut Börngen desde  el Observatorio de La Silla, Chile.

## Designación y nombre
Designado provisionalmente como 1977 TC fue nombrado en honor del astrónomo alemán Andreas Quirrenbach (n. 1962) quien es profesor de la Universidad de Heidelberg y, desde 2006, director del Observatorio Königstuhl. Sus principales intereses abarcan los campos de la interferometría astronómica, la óptica adaptativa y los sistemas planetarios extrasolares.

## Características orbitales
Quirrenbach está situado a una distancia media del Sol de 1,924 ua, pudiendo alejarse hasta 2,083 ua y acercarse hasta 1,765 ua. Su excentricidad es 0,083 y la inclinación orbital 22,841 grados. Emplea 975,01 días en completar una órbita alrededor del Sol.
Pertenece a la familia de asteroides de (434) Hungaria.

## Características físicas
La magnitud absoluta de Quirrenbach es 15,25. 